# Rezerwat krajobrazowy Üügu
Rezerwat krajobrazowy Üügu (est. Üügu maastikukaitseala) – rezerwat krajobrazowy znajdujący się w zachodniej Estonii, na wyspie Muhu; administracyjnie we wsi Kallaste, w gminie Muhu, w prowincji Sarema.
Rezerwat założony został w 1959 roku celem ochrony klifu Üügu, położonych poniżej niego źródliskowych torfowisk oraz niektórych rzadkich gatunków roślin.

## Historia
Po raz pierwszy obszar ten objęto ochroną jako indywidualny element krajobrazu na mocy Rozporządzenia nr 331-k Rady Ministrów Estońskiej SRR z dnia 13 marca 1959 roku. Przepisy ochronne rezerwatu oraz opis jego granic zostały zatwierdzone w 1996 roku, natomiast Rozporządzeniem nr 104 Rządu Estonii z dnia 12 grudnia 2019 roku ustanowiono tryb ochrony i zasady ochrony dla obszaru rezerwatu krajobrazowego Üügu.

## Charakterystyka

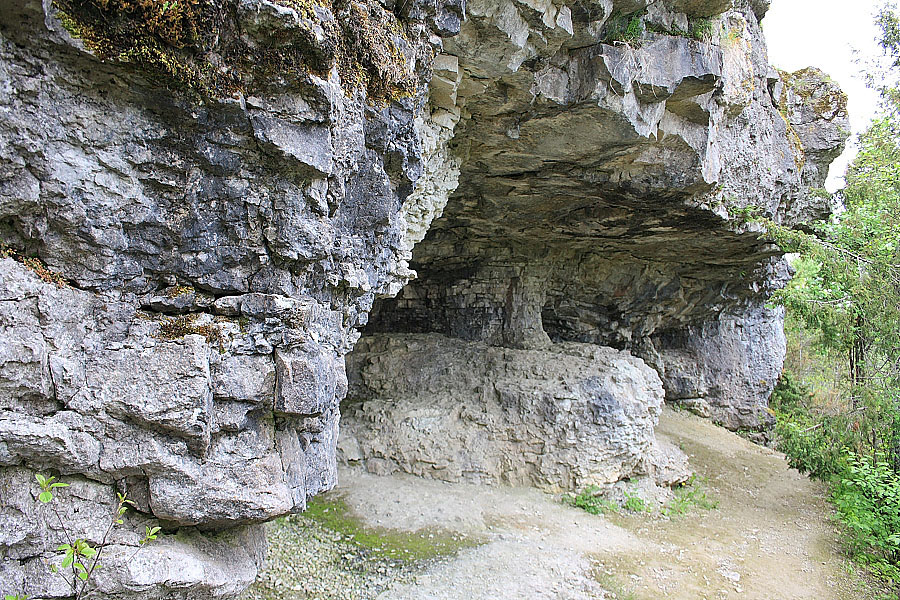
Podnóże klifu Üügu (2010)

Rezerwat Krajobrazowy Üügu obejmuje obszar 10,4 ha, z czego większość (8,8 ha) jest własnością prywatną, natomiast 1,6 ha jest własnością państwa. Rezerwat znajduje się na północnym wybrzeżu Muhu – wyspy położonej na Morzu Bałtyckim w Archipelagu Zachodnioestońskim. Założony został celem ochrony położonego około 150 m od współczesnego brzegu Bałtyku klifu Üügu o długości ok. 450 m i wysokości sięgającej 5,5 m. Klif zbudowany jest ze skały dolomitowej poprzecinanej licznymi spękaniami i szczelinami powstałymi przez uderzenia morskich fal. Występują tu jaskinie, których wysokość dochodzi do 3 metrów, szerokość sięga 4–15 m, a głębokość 3,5–7 m. Szczyt klifu został częściowo uszkodzony przez funkcjonowanie w okresie przed I wojną światową w tym miejscu kamieniołomu, skąd transportowano dolomit do zakładów metalurgicznych w Petersburgu.
U podnóża klifu, gdzie wybijają dwa niewielkie źródełka (est. Üügu allikad), które łączą się i po 60–70 m wpadają do morza, występują torfowiska.

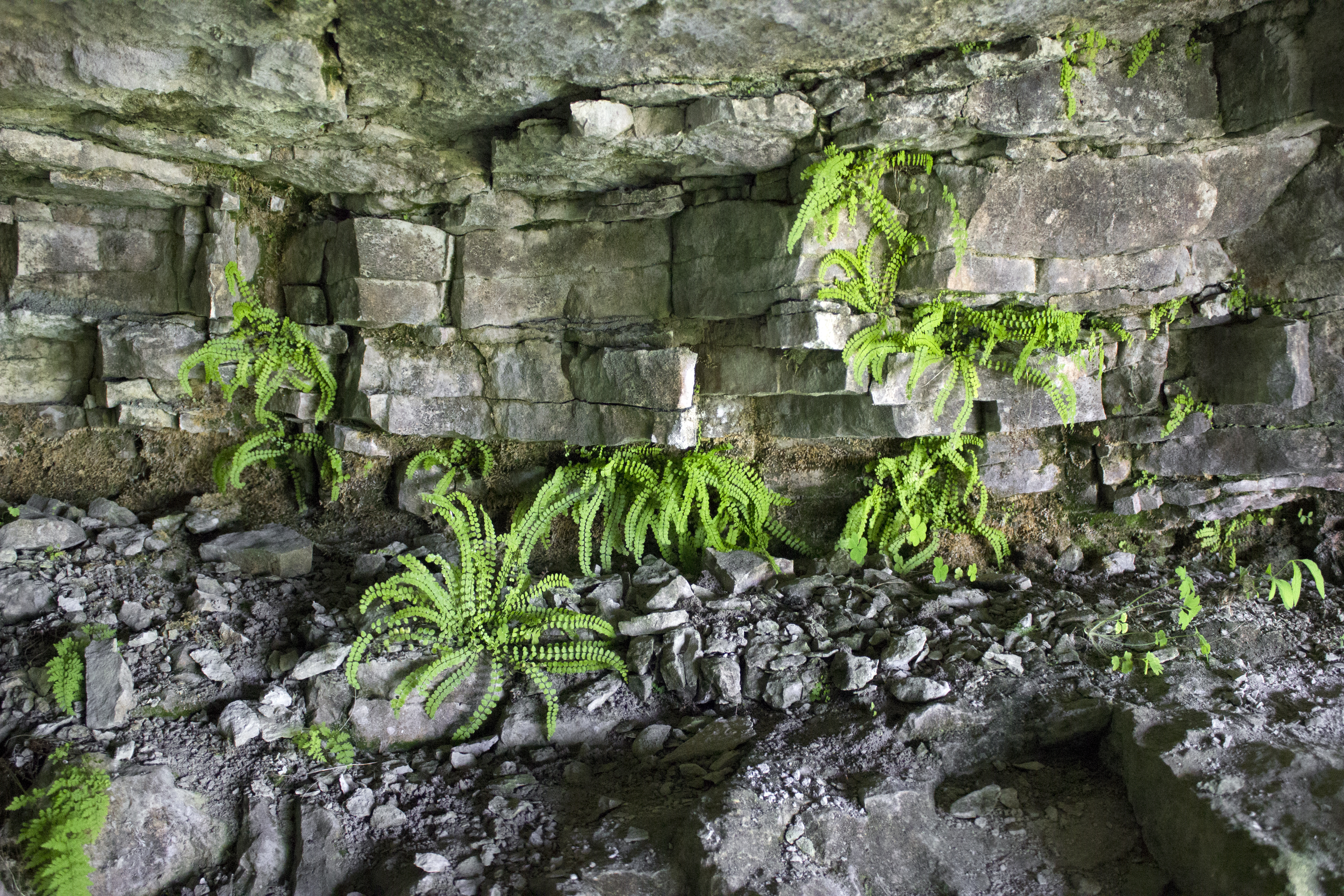
Zanokcica skalna w jaskini u podnóża klifu (2015)

Na terenie rezerwatu znajdują się siedliska wymienione w Załączniku I dyrektywy siedliskowej:
- borealne bałtyckie łąki przybrzeżne (1630*),
- formacje z Juniperus communis na wapiennych wrzosowiskach i obszarach trawiastych (5130),
- nordyckie alvar(inne języki) i prekambryjskie wapienne skały płaskie (6280*),
- fennoskandyjskie bogate w składniki mineralne źródła i źródliska (7160),
- fennoskandyjskie zalesione pastwiska (9070),
- ziołorośla eutroficzne płaskowyżów, górskie i alpejskie (6430),
- roślinność szczelin na skalnych zboczach o podłożu wapiennym (8210).

Na obszarze rezerwatu występują także chronione gatunki roślin takie jak zanokcica murowa i zanokcica skalna, miodokwiat krzyżowy, lipiennik Loesela, dwulistnik muszy, głodek murowy, Hornungia petraea, gółka długoostrogowa, kruszczyk błotny oraz kukułka Fuchsa i kukułka krwista.